# Wang Na (lekkoatletka)
Wang Na (chiń. 王娜; ur. 29 maja 1995) – chińska lekkoatletka specjalizująca się w chodzie sportowym.
W 2014 zdobyła srebrny medal w chodzie na 10 000 metrów podczas mistrzostw świata juniorów w Eugene. 

## Osiągnięcia
| Rok  | Impreza                     | Miejsce | Konkurencja           | Lokata     | Wynik    |
| ---- | --------------------------- | ------- | --------------------- | ---------- | -------- |
| 2014 | Mistrzostwa świata juniorów | Eugene  | chód na 10 000 metrów | 2. miejsce | 44:02,64 |

## Rekordy życiowe
- Chód na 10 000 metrów – 44:02,64 (2014)
- Chód na 10 kilometrów – 44:17 (2014)
- Chód na 20 kilometrów – 1:26:29 (2017)